# La pietra sacra
La pietra sacra è un romanzo di Clive Cussler e Craig Dirgo del 2004.

## Edizioni in italiano
- Clive Cussler e Craig Dirgo, La pietra sacra, collana La Gaja Scienza, traduzione di Manuela Frassi, Longanesi, 17 gennaio 2008,  p. 468, ISBN 9788830424159.
- Clive Cussler e Craig Dirgo, La pietra sacra, traduzione di Manuela Frassi, Teadue, TEA, 2009,  p. 452, ISBN 9788850219339.
- Clive Cussler e Craig Dirgo, La pietra sacra, traduzione di Manuela Frassi, Best TEA, TEA, 2013,  p. 452, ISBN 9788850221554.
- Clive Cussler e Craig Dirgo, La pietra sacra, traduzione di Manuela Frassi, Best TEA, TEA, 20 ottobre 2016,  p. 452, ISBN 9788850244485.
- Clive Cussler e Craig Dirgo, La pietra sacra, traduzione di Manuela Frassi, Tea più, TEA, 16 luglio 2020,  p. 456, ISBN 9788850257355.